# Sebastian Altmann
Sebastian Altmann (Reichenhall, 19 gennaio 1827 – Bolzano, 27 luglio 1894) è stato un architetto tedesco, attivo principalmente nell'Impero austro-ungarico e in particolare a Bolzano.
Era infatti giunto nell'attuale capoluogo dell'Alto Adige nella prima metà degli anni '50 del XIX secolo durante gli studi. Vi farà definitivamente ritorno nel maggio del 1857; nello stesso anno verrà nominato architetto civico e sposerà Maria Zini di Salorno da cui avrà due figlie.
Molti sono gli edifici, perlopiù civili, da lui progettati, tra cui Villa Defregger (1879), palazzo Widmann (1884), l'edificio del liceo dei Francescani (1882). Fra gli interventi in edifici religiosi, progettò il campanile della chiesa di Andriano ed il pulpito della parrocchiale di Laives.
Il suo lascito più importante sono tuttavia i due ampliamenti della città da lui ideati e realizzati. Il primo (1858) riguardante la zona della stazione e le vie di collegamento con il centro della città, le attuali via Laurin e via Stazione, con il parco. Il secondo, più ampio, realizzato a partire dal 1870, e che ha riguardato l'area che dall'ospedale arrivava fino alla confluenza del torrente Talvera nell'Isarco, la Neustadt.
Alla sua morte il genero Johann Bittner ne ereditò lo studio.
La città di Bolzano gli ha dedicato una via.